# Feni Sadar
Feni Sadar è un sottodistretto (upazila) del Bangladesh situato nel distretto di Feni, divisione di Chittagong. Si estende su una superficie di 197,33 km² e conta una popolazione di 512.646  abitanti (dato censimento 1991).